# دی‌تی دوشیزه

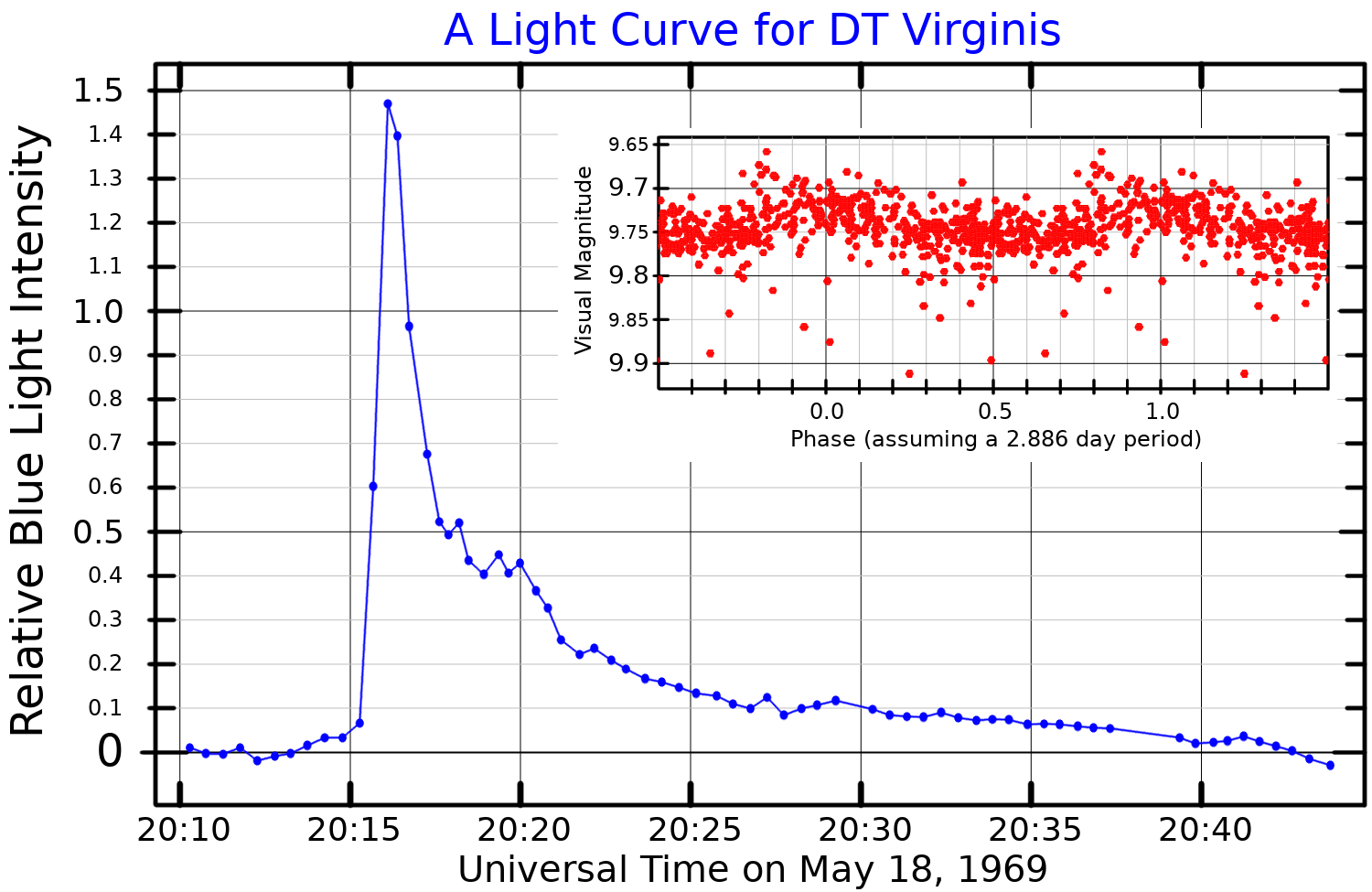
دی‌تی دوشیزه

دی‌تی دوشیزه یک ستاره است که در صورت فلکی دوشیزه قرار دارد.